# Araneus anuncinatus
Araneus anuncinatus là một loài nhện trong họ Araneidae.
Loài này thuộc chi Araneus. Araneus anuncinatus được miêu tả năm 1931 bởi ochrorufus Pelegrin Franganillo-Balboa.